# Jeden Izrael
Jeden Izrael (hebrejsky: ישראל אחת, Jisra'el Achat, anglicky: One Israel) byla politická aliance Strany práce a stran Mejmad a Gešer vytvořená pro volby do Knesetu v roce 1999.

## Historie
Aliance Jeden Izrael byla vytvořena předsedou Strany práce Ehudem Barakem před volbami v roce 1999 s cílem dát Straně práce vzhled více centristické a méně sekularistické a elitářské strany mezi mizrachi voliči (Gešer vedl prominentní mizrachi politik a bývalý poslanec Likudu David Levy, zatímco Mejmad je náboženská strana). Barak při tom vycházel z transformace, kterou provedl Tony Blair z Labour Party na New Labour. Na základě koaliční dohody získal Gešer třetí místo na kandidátní listině (za Barakem a Šimonem Peresem), dvě další „bezpečná místa“ a příslib, že Levy získá ministerský post. Straně Mejmad bylo přislíbeno jedno „bezpečné místo“ na kandidátní listině a ministerský post pro jejího kandidáta, který se do Knesetu nedostane.
Předvolební průzkumy předpovídaly straně zisk 33 poslaneckých mandátů. Strana se nakonec ve volbách skutečně stala největší parlamentním uskupením, avšak zisk 26 poslaneckých mandátů byl do té doby nejnižším počtem, jaký kdy vítězná strana získala (předcházející nejnižší bylo 34 mandátů Strana práce ve volbách v roce 1996, ve kterých však kandidovala samostatně). Ze získaných 26 mandátů bylo Straně práce přiděleno 22, Gešeru 3 a Mejmadu jedno. Na základě předvolební koaliční dohody se Levy stal místopředsedou vlády a ministrem zahraničních věcí a Michael Melchior ze strany Mejmad byl jmenován ministrem sociálních věcí a diaspory.
Barak, který porazil Benjamina Netanjahu v přímé volbě premiéra, nakonec musel vytvořit nestabilní koaliční vládu společně s šesti stranami. Jednalo se o Šas, Merec, Jisra'el be-Alija, Stranu středu, Národní náboženskou stranu a Sjednocený judaismus Tóry.
Barakova účast na summitu v Camp Davidu s Jásirem Arafatem v roce 2000 vedla 7. března 2001 k vystoupení strany Gešer z aliance Jeden Izrael. Dne 7. května se k alianci přidal člen frakce Nová cesta, nakonec však 15. května téhož roku zanikla, neboť byla přejmenována na alianci Strana práce-Mejmad.
Po rozpadu strany byl Barak vyšetřován pro obvinění, že Jeden Izrael porušil zákon financování politických stran tím, že umožnil financovat volební kampaň přímo ze zdrojů ze zahraničí, a to prostřednictvím neziskových skupin, za účelem obejít limity výdajů. Státní kontrolor Eliezer Golberg přitom již jednou straně udělil pokutu ve výši 13 milionů šekelů za porušení zákona o fundraisingu.